# نوکیا ئی۵۱
نوکیا ئی۵۱ یک گوشی از سری ای شرکت نوکیا است.
این گوشی دارای یک دوربین ۲ مگاپیکسلی می‌باشد ابعاد آن ۱۲×۴۷×۱۱۵ میلی‌متر و وزن آن ۱۰۰ گرم است. رویه گوشی را صفحه نمایش ۲ اینچی (با ۱۶ میلیون رنگ) احاطه کرده‌است و به نمایشگر TFT مجهز شده‌است. این گوشی از سیستم‌عامل سیمبیان نسخه ۹٫۲ + سری ۶۰ ویرایش سوم بهره می‌برد.